# Rajd Antibes 1995
Rajd Antibes 1995 (30. Rallye d'Antibes - Rallye d'Azur) – 30. edycja rajdu samochodowego Rajd Antibes rozgrywanego we Francji. Rozgrywany był od 13 do 15 października 1995 roku. Była to czterdziesta czwarta runda Rajdowych Mistrzostw Europy w roku 1995 (rajd miał najwyższy współczynnik - 20). Składał się z 17 odcinków specjalnych.

## Klasyfikacja rajdu
| Miejsce                      | Kierowca                     | Pilot                        | Samochód                        | Czas                         | Strata                       |                              |
| Klasyfikacja generalna i ERC | Klasyfikacja generalna i ERC | Klasyfikacja generalna i ERC | Klasyfikacja generalna i ERC    | Klasyfikacja generalna i ERC | Klasyfikacja generalna i ERC | Klasyfikacja generalna i ERC |
| ---------------------------- | ---------------------------- | ---------------------------- | ------------------------------- | ---------------------------- | ---------------------------- | ---------------------------- |
| 1.                           | Pierre-César Baroni          | Dominique Savignoni          | Lancia Delta HF Integrale       | 3:27:41                      | 0.0                          |                              |
| 2.                           | Krzysztof Hołowczyc          | Maciej Wisławski             | Toyota Celica Turbo 4WD (ST185) | 3:30:23                      | +2:42                        |                              |
| 3.                           | Franck Phillips              | Hervé Thibaud                | Lancia Delta HF Integrale       | 3:30:28                      | +2:47                        |                              |
| 4.                           | Erwin Doctor                 | Theo Badenberg               | Ford Escort RS Cosworth         | 3:31:07                      | +3:26                        |                              |
| 5.                           | Antonello Fidanza            | Daniele Ciocca               | Mitsubishi Lancer Evo II        | 3:44:08                      | +16:27                       |                              |
| 6.                           | Paolo Onoscuri               | Elisabetta Cavenaghi         | Ford Escort RS Cosworth         | 3:48:43                      | +21:02                       |                              |
| 7.                           | Robert Torday                | Denise Wyssmüller            | BMW M3 E30                      | 3:51:00                      | +23:19                       |                              |
| 8.                           | Massimo Meli                 | Anna Fatichi                 | Peugeot 309 GTI                 | 4:03:24                      | +35:43                       |                              |
| 9.                           | Pascal Marata                | Nathalie Lukaszewski         | Peugeot 106 Rallye              | 4:04:41                      | +37:00                       |                              |
| 10.                          | Roger Kondracki              | Valérie Monnier              | Renault 5 GT Turbo              | 4:08:49                      | +41:08                       |                              |